# 히로세정 (시마네현)
히로세정(広瀬町)은 시마네현 노기군의 옛 정이다.
2004년 10월 1일 야스기시・노기군 하카타정이 신설 합병해 새로운 야스기시가 형성되어 소멸했다.

## 역사
1607년(게이초 12년) 호리오 요시하루가 이성을 위해 마쓰에 성의 축성에 착수하면서 토미타는 급속히 황폐해졌으나, 1666년(칸분 6년) 마쓰다이라 근에이에 의해 히로세 번이 창설되어 다시 성읍의 모습을 되찾았다. 그러나 그해 가을 대홍수로 지금까지의 도미다 시가지는 떠내려가고 만다. 이후 새롭게 도마타강 서부에 히로세정의 중심가가 되는 마을이 건설되면서 이름도 히로세로 고쳐져 현재에 이른다.
- 1889년 4월 1일 - 정촌제 시행으로 4촌이 합병하여 히로세정이 성립하였다。
- 1955년 1월 10일 - 야마사촌・히비타촌및 야스기시일부 (이시하라정)가 합병하여 새로운 히로세정이 되었다。
- 1957년 4월 1일 - 후베촌의 일부를 편입하였다。
- 2004년 10월 1일 - 야스기시・호쿠타정을 합병해 새로운 야스기시가 성립하였다. 동일 히로세정은 폐지되었다.

## 교통

### 도로
- 국도 제432호선 (일본)(일본어판)